# Granite Peak
Granite Peak – szczyt w Stanach Zjednoczonych, w paśmie górskim Beartooth (część Gór Skalistych), w południowej części stanu Montana, najwyższe wzniesienie tego stanu (3901 m n.p.m.). Leży na terenie hrabstwa Park, na obszarze chronionym Absaroka-Beartooth Wilderness.